# Dixonius hangseesom
Dixonius hangseesom là một loài thằn lằn trong họ Gekkonidae. Loài này được Bauer, Sumontha, Grossmann, Pauwels & Vogel mô tả khoa học đầu tiên năm 2004.